# Woman on Top
Woman on Top (en Argentina, Chile y Perú, Las mujeres arriba) es una película estadounidense del año 2000, dirigida por Fina Torres y protagonizada por Penélope Cruz y Murilo Benício.

## Argumento
Durante toda su vida, Isabella ha sufrido de mareos. Debido a su enfermedad, no podía jugar con los otros niños, razón por la cual se quedaba en su casa y aprendió a cocinar, convirtiéndose así en una chef de renombre. Ella se enamoró de Toninho y entró de cocinera en el restaurante de este, y posteriormente se casaron. Juntos trabajaban en el restaurante, pero Isabella se sentía atrapada en la cocina mientras que veía que Toninho se divertía y flirteaba con las chicas en el negocio.
La única manera en que Isabella controlaba su enfermedad de mareos era controlar su movimiento. Ella tenía que manejar, subir las escaleras en lugar de ascensores, conducir y bailar y, cuando hacían el amor, debía estar encima. Toninho se sentía castrado por tener que soportar que ella siempre estuviera arriba y tiene un romance con una vecina, donde él estaba encima. Isabella los descubre, lo abandona y huye a San Francisco con su amiga Mónica, una transexual afroamericana que pasó sus primeros años en la comunidad de pescadores de Isabella en Bahía. A pesar de las muchas propuestas que le habían hecho los turistas en Brasil de un gran número de restaurantes, cuando llegó todos le cerraron las puertas. Isabella no encontraba un puesto de trabajo hasta que se hace cargo de unas clases de cocina en una escuela culinaria local. Cliff, un productor de televisión y vecino de Mónica, huele su comida, la sigue a la clase y la invita a presentar un programa de cocina en vivo, Comida Pasión. Ella elige a Mónica como su asistente de cocina en el programa. Isabella realiza un sacrificio a Yemanyá, la diosa del mar, para endurecer su corazón y dejar de amar a Toninho.
Toninho busca desesperadamente a Isabella porque sin ella, él y el restaurante se están hundiendo. En una fiesta de los pescadores para Yemanyá, la maldice, y como represalia los pescadores dejan de obtener peces. Él se da cuenta de que Isabella ha ido dónde Monica y la sigue hasta San Francisco. Él la ve en la televisión y la busca en el estudio con un grupo de músicos callejeros que se trajo desde Brasil. Toninho se cuela en el estudio y en el plató, donde da una serenata a Isabella durante la transmisión en vivo, resultando un éxito. Cliff contrata a Toninho y los músicos para amenizar el show con música brasilera bajo las objeciones de Isabella. Isabella busca enamorarse de nuevo y atiende a los insistentes pedidos de Cliff, aunque Toninho nunca deja de intentar recuperarla.
Los ejecutivos del canal le ofrecen un nuevo programa a Isabella, pero esta vez a nivel nacional, y le exigen una serie de cambios, entre ellos que despida a Mónica. Con el restaurante cerrado, Toninho pide disculpas a Yemanyá y le pide que no se meta en su relación con Isabella. Isabella renuncia por las imposiciones de los ejecutivos y se cierra el programa. Toninho hace el último intento y le da una serenata a Isabella, ella lo acepta. Cuando él trepa hasta su ventana ella lo vuelve a rechazar y se va. Isabella se da cuenta de su error y va tras él. Tiene que tomar un ascensor, y las náuseas que le provocan la retrasan y es el momento en que Toninho se va.
Isabella le prepara una comida a Yemanyá para revertir el anterior hechizo, pero encuentra que su talento para cocinar se ha ido. Mónica le cambia la comida que Isabella pensaba hacer por macarrones con queso de caja. Isabella hace la segunda ofrenda, pero casi se ahoga. Ella tiene una visión de Yemanyá, quien rechaza la nueva oferta.
Isabella va a recoger sus cosas al el estudio de televisión. Toninho, enviado por Mónica, aparece y sugiere cocinar algo juntos. Al cocinar, Yemanjá acepta la ofrenda de Isabella y le regresa su amor por Toninho, con el retorno de los peces en Bahía y terminan todos en el restaurante en Brasil.

## Reparto principal
- Penélope Cruz: Isabella Oliveira.
- Murilo Benício: Toninho Oliveira.
- Harold Perrineau: Monica Jones.
- Mark Feuerstein: Cliff Lloyd.
- John de Lancie: Alex Reeves.